# Linaria polygalifolia subsp. lamarckii
Linaria polygalifolia subsp. lamarckii é uma subespécie de planta com flor pertencente à família Scrophulariaceae. 
A autoridade científica da subespécie é (Rouy) D.A.Sutton, tendo sido publicada em Revis. tribe Antirrhineae 373 (1988).

## Portugal
Trata-se de uma subespécie presente no território português, nomeadamente em Portugal Continental.
Em termos de naturalidade é endémica da Península Ibérica.

## Protecção
Não se encontra protegida por legislação portuguesa ou da Comunidade Europeia.